# John D. Schiff
John D. Schiff, bis zu seiner Emigration Hans Schiff (geboren am 7. November 1907 in Köln; gestorben am 17. September 1976 in New York City) war ein deutsch-amerikanischer Fotograf. Nach der Machtergreifung der Nationalsozialisten wurde er gezwungen, seinen kaufmännischen Beruf aufzugeben. Er arbeitete als freiberuflicher Fotograf für zahlreiche jüdische Einrichtungen in Köln. Kurz vor dem Ausbruch des Zweiten Weltkrieges gelang ihm, gemeinsam mit seiner Ehefrau, der Chirurgin Trude Schiff-Löwenstein, die Emigration nach London. 1940 ging er nach New York, wo er bis zu seinem Tod als freiberuflicher Fotograf mit Künstlern, Kunsthändlern und Museen zusammenarbeitete. Neben eigenen Porträtaufnahmen von zahlreichen Persönlichkeiten des öffentlichen Lebens spezialisierte er sich auf Reproduktionen von Kunstwerken.

## Leben
Hans Schiff wurde als einziger Sohn des aus Köln stammenden jüdischen Kaufmanns David Schiff und seiner Frau Sophie, geborene Hammerschlag, geboren. Nach dem Schulabschluss absolvierte er eine dreijährige Ausbildung bei der Kölner Firma Leipziger & Co. und begann 1925 seine berufliche Laufbahn als Buchhalter in der Firma seines Vaters Schiff & Co. in Köln, die auf die Herstellung von Kalendern spezialisiert war. 1927 erhielt er eine weiterführende Ausbildung in der Elberfelder Verlagsanstalt S. Lucas. Durch die Freundschaft mit Ernst Sander, dem Sohn des Fotografen August Sander, kam er mit der Fotografie in Kontakt und gehört ab Ende der 1920er Jahre zu Sanders Schülern.
Nach der Machtergreifung der Nationalsozialisten wurden die Arbeitsmöglichkeiten für Juden systematisch eingeschränkt. Hans Schiff arbeitete neben seiner Tätigkeit als Vertreter als freiberuflicher Fotograf. Neben Architekturaufnahmen dokumentierte er das Leben in jüdischen Einrichtungen und Institutionen in Köln. Er arbeitete mit dem Kulturbund Deutscher Juden in Köln zusammen, fertigte Werbeanzeigen für jüdische Einrichtungen an und dokumentierte ausführlich die Arbeit der Ärzte und des Pflegepersonals im Israelitischen Asyl und Krankenhaus in Neuehrenfeld. Durch seine Freundschaft mit Erich Sander und die Arbeit für Arbeiter-Illustrierte-Zeitung kam er in Kontakt mit Sozialdemokraten und Kommunisten, wie dem Kölner SPD-Stadtverordneten Robert Ransenberg, Eberhard Brünen und Karl Jannack.
Am 30. Juli 1938 beantragte er beim amerikanischen Konsulat in Stuttgart ein Visum für die Vereinigten Staaten.
Am 21. September 1938 heiratete er in Köln-Sülz die Chirurgin Trude Löwenstein. Mit einem temporären Visum emigrierte das Ehepaar am 8. Juli 1939 zunächst nach London. Während sie hier auf das Visum für die Vereinigten Staaten warteten, durften die Eheleute nicht arbeiten und mussten sich bei Verwandten verschulden, um ihren Lebensunterhalt zu sichern.
Im März 1940 erhielten Trude Schiff-Löwenstein und Hans Schiff das Visum für die Vereinigten Staaten. Nach der Ankunft in New York arbeitete er zunächst als Angestellter in einem Fotoatelier, kurze Zeit später gründete er sein eigenes Fotostudio. Das Ehepaar setzte sich in New York unermüdlich trotz der beschränkten finanziellen Mittel auch mit Hilfe anderer Emigranten, wie Kurt Oster ein, den noch in Deutschland verbliebenen Juden die Ausreise durch die Erteilung eines Affidavits zu ermöglichen. Unter anderem ist ihr persönlicher Einsatz für die Rettung der jüdischen Familie Ransenberg aus Köln bekannt. Trotz Hinterlegung der nötigen finanziellen Mittel wurden die Familie Ransenberg jedoch ins Ghetto Riga verschleppt und später ermordet.
Ende 1945 erhielt das Ehepaar Schiff die amerikanische Staatsbürgerschaft. Dabei änderten beide ihre Vornamen: Trude fügte den Mittelnamen Joan zu, Hans Schiff wurde in den Vereinigten Staaten unter dem Namen John D. Schiff bekannt. In New York pflegte er den Kontakt mit zahlreichen Emigranten, wie Josef Albers, Otto Klemperer, Albert Einstein, Walter Mehring oder Ludwig Bemelmans, für die er arbeitete und zahlreiche Porträtstudien anfertigte.
Nach Ende des Zweiten Weltkrieges unterstützten Trude und John Schiff über mehrere Jahre Freunde in Deutschland mit dringend benötigten Nahrungsmitteln, Kleidung und Medikamenten. Um seinen Lehrer August Sander zu unterstützen, knüpfte er 1948 Kontakte zu Kuratoren in New York.
Bereits während des Krieges begann seine Zusammenarbeit mit zahlreichen einflussreichen Kunstgalerien und Kunstsammlern, wie der Galerie Nierendorf, Herbert Arnot Inc., der Hartveld Gallery, der Central Picture Gallery sowie mit Dikran Khan Kelekian, Richard Götz, Lionello Venturi oder Daniel-Henry Kahnweiler.
In New York dokumentierte er für Galerien und Museen zahlreiche Ausstellungen und Kunstinstallationen, wie unter anderem 1942 die Surrealisten-Ausstellung First Papers of Surrealism und die Art in Process. Zu seinen Auftraggebern für fotografische Arbeiten zählten zahlreiche Maler und Bildhauer, wie Katherine Sophie Dreier, Marcel Duchamp, Fritz Glarner, Rafaello Busoni, Gaston Lachaise, Paul Jenkins oder Louise Nevelson. Sein besonderes Interesse galt der Dokumentation zeitgenössischen Kunst und Kunstinstallationen sowie deren Protagonisten. Unter anderem porträtierte er die Pop-Art-Künstler Claes Oldenburg, Andy Warhol und Marisol Escobar sowie den Konzeptkünstler Sol LeWitt und den Hard-Edge-Maler Leon Polk Smith.
John und Trude Schiff sammelten selbst Arbeiten moderner Künstler, unter anderem Morgan Russell, die sie mehrfach als Leihgaben für Sonderausstellungen von Museen und Galerien zur Verfügung stellten.

### Rezeption
Eine Retrospektive der fotografischen Arbeiten John D. Schiffs wurde 1983 in New York gezeigt und in dem Band Hans Schiff. Photographs. 1925–1965 veröffentlicht.
Zahlreiche seiner Fotografien, insbesondere die Porträtaufnahmen berühmter Personen der Zeitgeschichte, erzielen auf Kunstauktionen großer Auktionshäuser Erlöse von mehreren 1000 Euro. Viele Kunst- und Fotografiemuseen zeigen Werke von John D. Schiff in ihren Dauer- und Sonderausstellungen, so unter anderem das Museum of Modern Art, das Philadelphia Museum of Art oder das British Museum.

## Nachlass und Gedenken
Im Leo Baeck Institut wird der umfangreiche Nachlass des Ehepaars Trude und Hans (John) Schiff aufbewahrt. Neben den Fotografien aus Deutschland, u. a. für den Jüdischen Kulturbund Köln, aber auch zahlreichen Städteansichten, sind mehrere Kartons mit Schriftstücken erhalten, die die langwierigen Bemühungen dokumentieren, 1938 aus Deutschland nach Amerika zu emigrieren. Darüber hinaus findet sich im Nachlass ein Großteil des Fotoarchivs Hans / John D. Schiffs.
Ein Teil der 1988 vom Kölner NS-Dokumentationszentrum konzipierten Ausstellung Jüdisches Schicksal in Köln 1918–1945 widmete sich dem Schicksal von Trude Löwenstein und Hans Schiff und zeigte zahlreiche Originaldokumente und Fotos aus ihrer Schaffenszeit in Köln und von der Emigration in die Vereinigten Staaten.

## Werke
Aus der ersten Schaffensperiode sind von Hans Schiff überwiegend Architektur- und Städteaufnahmen sowie private Porträts erhalten. Nach 1933 dokumentierte er das jüdische Leben und jüdische Einrichtungen in Köln. Kurz vor seiner Emigration fertigte er eine fotografische Dokumentation der Arbeit im jüdischen Krankenhaus an, wo auch seine Frau arbeitete. Ähnlich wie sein Lehrer August Sander z. B. in  Menschen des 20. Jahrhunderts, porträtierte er bevorzugt das Leben einfacher, arbeitender Menschen.
In New York arbeitete er mit Galerien und Museen zusammen und fertigte in ihrem Auftrag Reproduktionen von Kunstwerken und Ausstellungsdokumentationen sowie Fotografien für Kataloge, Werbebroschüren und Geschäftsberichte an. Darüber hinaus porträtierte er in seinem Studio, aber auch in Künstlerateliers und auf Veranstaltungen Künstler und Personen der Zeitgeschichte.
Zu den bekanntesten Aufnahmen zählen Schwarz-Weiß-Porträts von
- Albert Einstein[13]
- Andy Warhol[14]
- Pablo Picasso
- Mary McLeod Bethune
- Marcel Duchamp[15]
- Fritz Glarner[16]